# 제임스 켄트

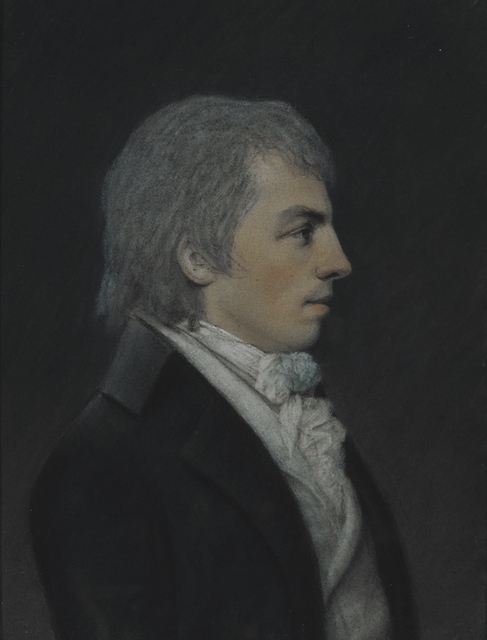
제임스 샤플즈, 제임스 켄트 (1763–1847)의 초상화, 1798년, 종이에 파스텔, 8-7/8" x 6-15-16", 1963년 에드먼드 애슬리 프렌티스 기증 (C00.730), 컬럼비아 대학교 에이버리 도서관

제임스 켄트(James Kent, 1763년 7월 31일 ~ 1847년 12월 12일)는 미국의 법학자, 뉴욕 주의원, 법률 학자이자 컬럼비아 칼리지의 초대 법학 교수였다. 그의 미국 법 해설 (1794년 컬럼비아에서 처음 강의되었고 1820년대에 추가 강의를 바탕으로 함)은 남북 전쟁 이전 시대의 결정적인 미국 법률서가 되었고 (1896년 이전에 14판 발행) 또한 미국 법률 보고 전통을 확립하는 데 도움이 되었다. 그는 때때로 "미국의 블랙스톤"이라고 불린다.

## 초기 생애
켄트는 당시 프레더릭스버그(현재의 패터슨, 켄트, 카멜, 사우스이스트, 폴링 지역)에 있는 퍼트넘과 더치스군에서 태어났다. 그의 아버지 모스 켄트 (Moss Kent)는 그 지역의 변호사였고, 인근 렌셀러군의 초대 유언 검인관이었다. 미국 독립 전쟁으로 인한 방해에도 불구하고, 켄트는 1781년에 예일 대학교를 졸업했으며, 1780년 그곳에서 파이 베타 카파 학회를 설립하는 데 기여했다. 뉴욕으로 돌아온 켄트는 당시 주 법무장관이자 나중에는 주 판사가 된 에그버트 벤슨 밑에서 법률 공부를 했다.

## 초기 경력

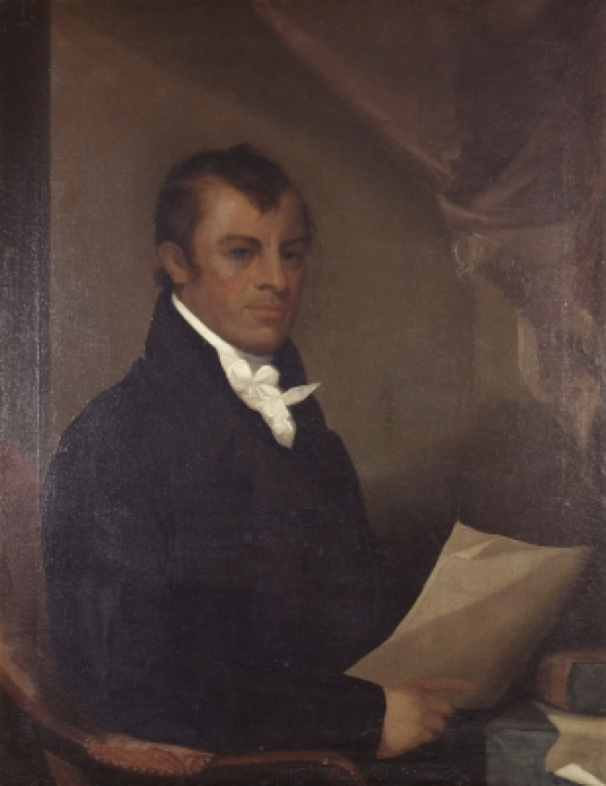
에즈라 에임스 (1768–1836), 대법원 형평부 판사 제임스 켄트 (1763–1847), c. 1812년, 캔버스에 유화, 36" x 28", 1946년 엘리자베스 S. 에드워즈 양과 헨리 에임스 에드워즈 씨의 기증, 1946.97.1, 올버니 역사 미술 연구소.

1785년 1월 뉴욕 변호사 자격을 취득한 켄트는 포킵시 (뉴욕주)와 인근 지역에서 변호사 업무를 시작했다. 더치스군 유권자들은 1791년과 1792~93년에 그를 뉴욕주 의회 대표로 선출했다. 그는 또한 1793년 1월 제5선거구 선거에서 연방당 후보로 출마했지만 시어도러스 베일리에게 패했다. 하지만 결혼을 하고 늘어나는 가족을 부양하는 것이 그의 학문과 거의 시골 지역에서의 법률 업무만으로는 어려웠다.
1793년, 켄트는 가족과 함께 뉴욕으로 이주했으며, 그곳에서 그는 컬럼비아 칼리지의 초대 법학 교수로 임명되어 향후 5년 동안 (파트타임으로) 강의했다. 그는 곧 시의 법원장 보좌관으로 임명되었다.
켄트는 1796~97년에 다시 의회에서 근무했다. 1797년에 그는 뉴욕시 기록관으로 임명되었고, 1798년에는 뉴욕 대법원 판사, 1804년에는 수석 판사, 1814년에는 뉴욕 대법원 형평부 판사로 임명되었다. 켄트는 또한 1814년에 미국 골동품 협회 회원으로 선출되었다. 1821년 그는 뉴욕주 헌법 제정 회의의 일원이었는데, 그곳에서 그는 아프리카계 미국인 유권자의 재산 자격을 상향하는 것에 반대했으나 성공하지 못했다. 2년 후, 켄트 대법원 형평부 판사는 헌법상 정년이 되어 직책에서 은퇴했지만, 다시 이전 직책으로 재선되었다.
그는 1829년에 미국철학학회에 선출되었다.
그는 1837년부터 1847년까지 서밋 (뉴저지주)에서 간단한 방 4개짜리 오두막집(원래 오두막집은 더 이상 남아 있지 않고 50 켄트 플레이스에 있는 대저택에 통합됨)에서 은퇴 생활을 보냈는데, 그는 이 오두막집을 '나의 서밋 롯지'라고 불렀으며, 이 이름이 도시 이름의 유래가 되었다고 한다.

## 저서
켄트는 미국 법 해설(1826~1830년 출판된 4권)로 오랫동안 기억되었으며, 이는 영국과 미국에서 매우 존경받았다. 『해설』은 주법, 연방법 및 국제법, 개인 권리법 및 재산법을 다루었으며, 켄트의 생애 동안 6판을 거쳤다.
켄트는 대법원 형평부 판사로 재직하면서 미국 법학에 가장 중요한 기여를 했다. 대법원 형평부 또는 형평법은 식민지 시대 동안 매우 인기가 없었고 거의 발전이 없었으며, 판결은 발표되지 않았다. 이 분야에 대한 그의 판결은 광범위한 주제를 다루고 있으며, 의심할 여지 없이 미국 형평법학의 기초를 형성할 정도로 철저하게 고려되고 발전되었다.
대법원 형평부 판사로서 켄트는 증언조서 절차 중 마스터가 증인을 적극적으로 심문하도록 허용함으로써 현대 미국 증거개시의 발전을 이끌었다(정적인 심문서를 단순히 읽는 옛 영국 절차를 따르기보다). 또한 그는 당사자와 변호인이 증언조서에 참석할 수 있도록 허용했다. 이러한 혁신은 구두 심문을 통한 현대적인 증언조서로 이어졌다. 증언조서는 여전히 미국과 캐나다의 민사 절차에서 가장 독특하고 특징적인 측면 중 하나이다.

## 가족

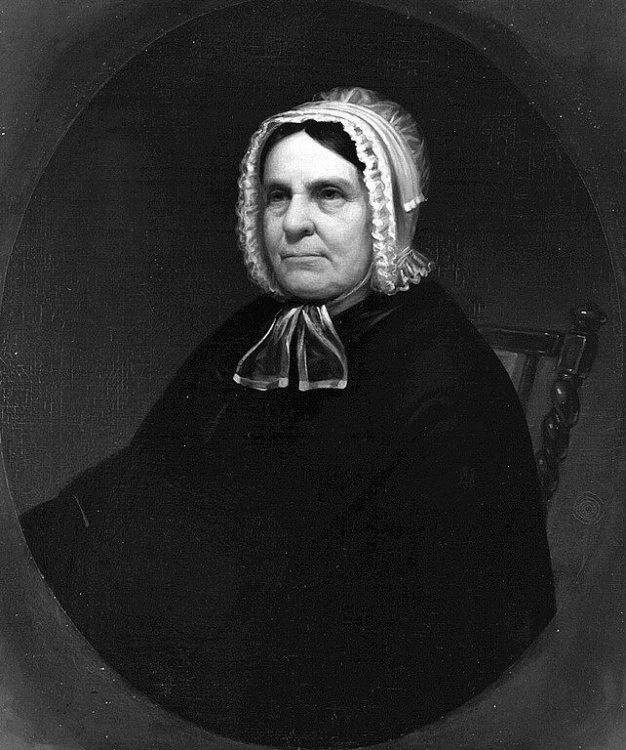
대니얼 헌팅턴이 그린 엘리자베스 베일리 켄트 초상화

켄트는 엘리자베스 베일리와 결혼하여 엘리자베스(유아기 사망), 엘리자베스, 메리, 그리고 윌리엄 켄트 (1802–1861) 등 네 자녀를 두었다. 윌리엄 켄트는 순회 판사였으며 1852년에 워싱턴 헌트와 함께 뉴욕 부지사에 출마했다.
그의 형제인 모스 켄트는 미국 국회의원이었다.

## 기념물 및 기념
- 켄트군 (미시간주)과 켄트 시티 (미시간주)는 그의 이름을 따서 명명되었는데, 아마 그가 미시간 준주와 오하이오주 간의 털리도 스트립 분쟁을 대변했기 때문일 것이다.[18]
- 시카고-켄트 로 스쿨은 그의 이름을 따서 명명되었다.
- 컬럼비아 법학대학원의 켄트 대법원 형평부 판사 교수직은 그의 이름을 따서 명명되었으며, 법학대학원을 위해 지어졌으나 현재는 C.V. 스타 동아시아 도서관을 포함하고 있는 켄트 홀도 마찬가지다. 컬럼비아 법학대학원에서 한 해 동안 높은 성적(일반적으로 학급 상위 2~8%)을 받은 학생들은 컬럼비아의 초대 법학 교수였던 제임스 켄트를 기리기 위해 제임스 켄트 학자라고 불린다.[19]
- 예일 법학대학원의 켄트 대법원 형평부 판사 교수직도 그의 이름을 따서 명명되었다.
- 뉴저지에 있는 독립 여학교인 켄트 플레이스 스쿨은 그의 여름 별장이 있던 곳에 위치한다.
- 제임스 켄트의 원래 "서밋 롯지"는 현재 뉴저지주 서밋의 50 켄트 플레이스 대로에 있는 대저택에 통합되었다. 주방과 긴 방을 포함한 원래 건축물의 대부분은 오늘날에도 여전히 존재한다.
- 워싱턴 D.C.의 캐피틀힐에 있는 미국 의회도서관 토머스 제퍼슨 빌딩 본관 열람실 갤러리의 난간에는 켄트 대법원 형평부 판사와 솔론 (개혁으로 민주주의의 기초를 놓은 아테네 입법자)의 청동상이 법을 상징한다. 이 동상들은 인류의 발전과 문명을 형성한 인물들을 나타내는 16개의 동상 중 하나이다.
- 1900년, 켄트는 위대한 미국인 명예의 전당에 헌액되었으며, 에드먼드 토머스 퀸이 조각한 흉상이 세워졌다.

## 각주

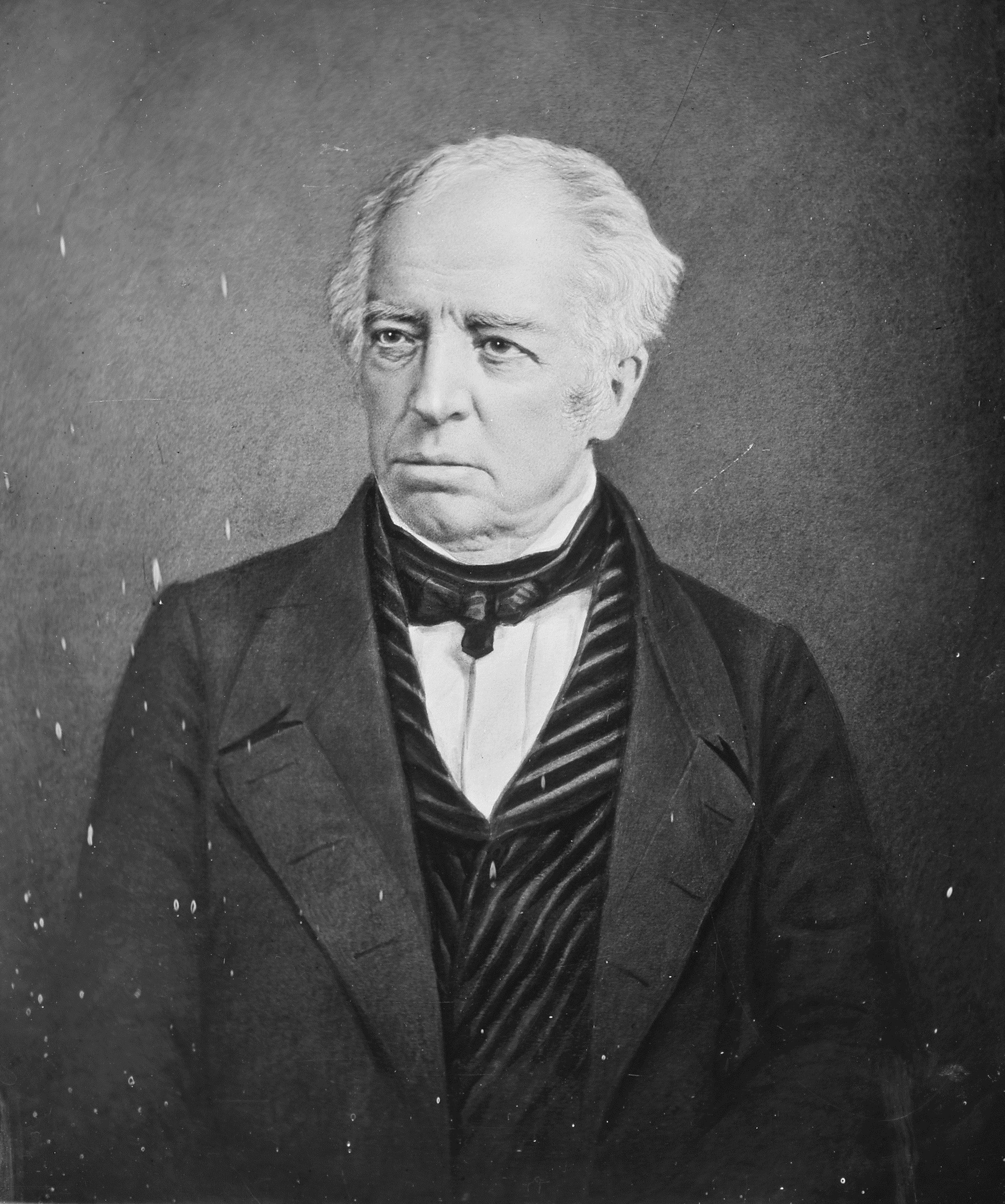
제임스 켄트 (c.1860-65), 매튜 브래디 촬영